# Łukasz Koszarek
Łukasz Koszarek, (nacido el 12 de enero de 1984 en Września, Polonia) es un exjugador de baloncesto polaco. Con 1.87 de estatura, su puesto natural en la cancha era el de base.

## Trayectoria
- Pzkosz Warka (1999-2003)
- Polonia Warszawa (2003-2006)
- Turów Zgorzelec (2006-2007)
- Anwil Włocławek (2007-2009)
- Juvecaserta Basket (2009-2011)
- Trefl Sopot (2011-2012)
- Asseco Prokom Gdynia (2012-2013)
- Stelmet Zielona Góra (2013-2021)
- Legia Varsovia (2021-2023 )